# Sterkelshausen
Sterkelshausen ist ein Ortsteil der Gemeinde Alheim im osthessischen Landkreis Hersfeld-Rotenburg.

## Geografie
Das kleine Dorf liegt im Tal des Osterbachs, am Nordost-Rand des Knüllgebirges (Neuenstein-Ludwigsecker Höhenzug), etwa zwei Kilometer Luftlinie westlich der Fulda. Die Höhenquote in der Ortsgemarkung erstreckt sich auf den Bereich von 232 m ü. NN im Baumesgrund bis zu 520,9 m ü. NN Meter auf dem Dammskopf. Das bebaute Gebiet liegt auf etwa 250 m ü. NN am Osterbach und steigt bis auf etwa 280 m ü. NN an den Hängen des Hühnernestes und des Lohs an. Der Ortskern (Kirche) befindet sich auf 271 m ü. NN.

## Geschichte
Sterkelshausen ist Teil der historischen Region Niederhessen und dem althessischen Kernland, dem Siedlungsraum der Chatten, zuzurechnen.
Der älteste erhaltene schriftliche Nachweis des Ortes datiert auf das Jahr 1003 und entstammt der Grenzbeschreibung des Eherinefirst in einer Schenkungsurkunde König Heinrichs II. über Wildrechte an die Abtei Hersfeld. Die namensgeschichtliche Forschung ordnet die Entstehungszeit des Dorfes dem Zeitraum vom 6. Jahrhundert bis zum 8. Jahrhundert zu. Der Name Sterkelshausen bedeutet in etwa „die Häuser des Starkolv“.
Sterkelshausen war hersfeldisches Lehen derer von Leimbach und ging 1414 auf die von Röhrenfurt, Erbmarschälle von Hessen, über. Spätestens mit der Eingliederung der Reichsabtei Hersfeld in die Landgrafschaft Hessen lag die Landeshoheit auch für Sterkelshausen bei den Landgrafen von Hessen. Ab 1567 zählte das Dorf zur Landgrafschaft Hessen-Kassel, welche ab 1815 zum Kurfürstentum Hessen wurde. Während des Bestehens der teilsouveränen Landgrafschaft Hessen-Rotenburg innerhalb der Landgrafschaft Hessen-Kassel gehörte Sterkelshausen von 1627 bis 1834 zur Rotenburger Quart. 1866 wurde Kurhessen von Preußen annektiert. Seit 1945 gehört Sterkelshausen zum Bundesland Hessen.
Niemals waren die Dörfler grund- oder leibhörig gegenüber einer Feudalherrschaft. Die Herren von Leimbach sind die ältesten bekannten Inhaber feudaler Rechte in Sterkelshausen, ihnen folgten im Spätmittelalter die heute ebenfalls ausgestorbenen Herren von Röhrenfurth. Die Röhrenfurther, zuletzt Erbmarschälle von Hessen, errichteten zusammen mit den Herren von Holzheim die etwa zwei Kilometer südlich des Dorfes gelegene Burg Ludwigseck, die direkt an die Riedesel zu Eisenbach, Erbmarschälle von Hessen, überging.
Bis zur Gebietsreform in Hessen war das Dorf eine selbständige Gemeinde im damaligen Landkreis Rotenburg. Am 1. August 1972 wurde Sterkelshausen mit 9 weiteren Gemeinden zur Großgemeinde Alheim zusammengeschlossen.

## Einwohnerentwicklung
Im Jahr 2004 lag die Einwohnerzahl bei ca. 355 Personen.
| Jahr | Einwohnerzahl |
| ---- | ------------- |
| 1939 | 307           |
| 1950 | 488           |
| 1956 | 401           |
| 1961 | 341           |
| 1970 | 326           |
| 2004 | 355           |

## Kultur und Sehenswürdigkeiten

### Vereine
Vereine – Unser Dorf, der Feuerwehrverein einschließlich der Einsatzabteilung der Freiwilligen Feuerwehr, der Schützenverein Adler und der Gesangverein von 1888 – formen den organisatorischen Rahmen, innerhalb dessen sich ein wesentlicher Teil des Gemeinschaftslebens abspielt.

### Ober- und Unterdorf
Innerhalb der Ortslage wird das Oberdorf und das Unterdorf unterschieden. Traditionell wird die Ortslage mittig entlang der Schulgasse geteilt, der nördlich der Schulgasse zu beiden Seiten des Bachlaufs (Unterlauf) gelegene Teil zählt zum Unterdorf, der südlich der Schulgasse und ihrer gedachten Verlängerung zu beiden Seiten des Bachlaufs (Oberlauf) gelegene Teil des Ortes zählt zum Oberdorf.
Die Bebauung des Ortes fand bis zum Beginn des 20. Jahrhunderts hauptsächlich innerhalb der Bachsenke des in Süd-Nord-Richtung fließenden Osterbachs statt. Mit der Inbetriebnahme der zentralen Wasserversorgung, zu Beginn des 20. Jahrhunderts, waren erstmals die Bereiche, die höher über der Bachsenke liegen, leicht mit Trinkwasser zu versorgen und damit für die Wohnbebauung interessant geworden. Das bauliche Wachstum des Dorfes fand von da an vor allem in diesen höher gelegenen Bereichen statt. In der zweiten Hälfte des 20. Jahrhunderts wurde zudem der Osterbach verrohrt und ist im Ortsbild optisch kaum mehr präsent. Diese Umstände sind heute bisweilen für eine Fehlbenennung von Ober- und Unterdorf, die fälschlicherweise eine Unterscheidung der Ortsbereiche nach der Höhenlage vornimmt, ursächlich.

### Baustil
Wie in beinahe allen niederhessischen, durch kleinteilige Landwirtschaftstruktur geprägten Dörfern, ging mit dem starken Rückgang der Landwirtschaft und des Kleingewerbes auch der frühere Dorfcharakter teilweise verloren und wandelte sich hin zu dem eines ländlichen Wohn- und Schlaf-Ortes. Seit den 1970er Jahren setzte um den historischen Ortskern herum ein flächenverzehrender Wohnungsbau in Einfamilienhausgebieten ein. Die traditionell praktizierte flächeneffiziente Zonierung der bäuerlichen Grundstücke (Aufteilung des Grundstücks in verschiedene Nutzungsbereiche) und die typische, lokal angepasste Kubatur (Form und Größe der Baukörper) wurden in diesen Neubaugebieten nicht weiter entwickelt, da sie nicht nötig waren. Zu den Veränderungen dieser Zeit gehörte auch die weitgehende Abkehr von lokalen Bautraditionen, einschließlich ihrer Materialität, und der Zugriff auf Stil- und Bauelemente aus anderen Regionen, wie etwa den oberbayrischen Balkon, die norddeutsche Klinkerfassade oder den überfließten Sand-Werkstein-Sockel. Heute wird diese Entwicklung in Teilen wieder zurückgedrängt.

### Bauwerke
Im historischen Ortskern findet sich noch einige alte Fachwerkhäuser. Das älteste vollständig erhaltene Fachwerkgebäude im Ort ist die alte Wassermühle am Südrand des Ortes.
Bemerkenswert ist die evangelische Kirche von 1774, deren Entwurf auf die Schule von Heinrich Christoph Jussow zurückgeht. Vor ihrer tiefgreifenden Umgestaltung im Jahr 2006 wurde die Farbfassung des Innenraums im Band Protestantischer Kirchenbau, dem Standardwerk zum evangelischen Kirchenbau in Hessen, als ein besonders gelungenes Beispiel beschrieben.
- In der Liste der Kulturdenkmäler in Alheim sind für Sterkelshausen fünf Kulturdenkmäler aufgeführt.

## Wirtschaft und Infrastruktur

### Wirtschaftsstruktur
In Sterkelshausen befinden sich ein Dorfgemeinschaftshaus und eine Gaststätte mit Übernachtungsmöglichkeit in der ehemaligen Dorfschule. Auch gibt es mehrere Ferienwohnungen mit insgesamt neun Fremdenbetten.
Einer der letzten hauptberuflichen Korbmacher, ein Blumenladen, ein Zimmereibetrieb mit Sägewerk, ein Getränkehandel, ein Spezialitätenladen für Fleischwaren, Gewürze und Tees und mehrere Nebenerwerbsbetriebe in den Bereichen Internet, Handel und Immobilienverwaltung bieten ihre Dienste aus dem Ort heraus an.

## Verkehr
Unter dem organisatorischen Dach des Nordhessischen Verkehrsverbundes (NVV) ist der Ort seit der Fahrplanumstellung 2007/2008 in der Hauptverkehrszeit von Montag bis Freitag mit einem ein- bis zweistündlichen Bus-Takt angebunden. Bus- und AST-Verkehr (AST = Anruf-Sammel-Taxi; ein Nahverkehrsangebot, welches nach telefonischer Vorbestellung erbracht wird.) sind mit den Nahverkehrszügen auf der Fuldatalbahn in Richtung Kassel/Melsungen und Fulda/Bad Hersfeld vertaktet. Von der Bushaltestelle in der Ortsmitte werden sowohl der Bahnhof in Alheim-Heinebach (BUS 305, Rotenburg – Baumbach (– Hainrode) / – Heinebach) und der Bahnhof in Rotenburg an der Fulda (BUS 306, Heinebach – Baumbach – Licherode) angefahren.
An Samstagen hat die Gemeinde Alheim ein Anruf-Sammel-Taxi (AST) beauftragt, das in den Fahrplan des NVV integriert ist und auf Abruf bis zu zwei Verbindungen von und zum Bahnhof in Rotenburg und zwei weitere Verbindungen von und zum Bahnhof in Heinebach bereitstellt.